# Kari Arkivuo
Kari Arkivuo (Lahti, Finlandia, 23 de junio de 1983) es un futbolista finlandés. Juega de defensor y su equipo actual es el FC Lahti de la Veikkausliiga.

## Selección nacional
Ha sido internacional con la selección de Finlandia en 56 ocasiones y ha anotado un gol.

## Clubes
| Club               | País         | Año         | PJ  | Goles |
| ------------------ | ------------ | ----------- | --- | ----- |
| FC Lahti           | Finlandia    | 2001 - 2005 | 101 | 12    |
| Sandefjord Fotball | Noruega      | 2006 - 2008 | 72  | 4     |
| Go Ahead Eagles    | Países Bajos | 2009 - 2010 | 51  | 3     |
| BK Häcken          | Suecia       | 2010 - 2019 | 230 | 6     |
| FC Lahti           | Finlandia    | 2020 -      | 51  | 2     |

## Palmarés

### Títulos nacionales
| Título         | Club      | País   | Año  |
| -------------- | --------- | ------ | ---- |
| Copa de Suecia | BK Häcken | Suecia | 2016 |